# 膝蓋骨
膝蓋骨（しつがいこつ、英: patella）は、三角形の骨で、大腿骨に繋がっており、膝の前面を保護している。人体の中では最も大きな種子骨である。その形状から、膝の皿とも呼ばれる。
膝蓋骨は大腿四頭筋腱に付着している。大腿四頭筋は収縮することで膝をまっすぐにする筋肉で、このうちの中間広筋が膝蓋骨底に付着している。また外側広筋腱と内側広筋腱がそれぞれ膝蓋骨の外側縁、内側縁に付着する。
膝蓋骨の主要な機能は、膝を伸縮することにある。膝蓋骨は腱が大腿骨を動かす際に、てこのような役割を果たすのである。
膝蓋骨は2歳から6歳頃までの間に骨化するが、先天的理由もしくは再生不良が原因で膝蓋骨が無い人もいる。また分裂膝蓋骨を持つ人は人口の約2％程度いるとされるが、通常は自覚症状を持たない。